# Dioscorea ferreyrae
Dioscorea ferreyrae là một loài thực vật có hoa trong họ Dioscoreaceae. Loài này được Ayala mô tả khoa học đầu tiên năm 1998.